# Pieve di San Giovanni Battista (Pernina)
La pieve di San Giovanni Battista è un luogo di culto cattolico, sito in località Pernina nel comune di Sovicille, in provincia di Siena, arcidiocesi di Siena-Colle di Val d'Elsa-Montalcino, sulla Montagnola senese ad un'altitudine di 499 m s.l.m.

## Storia
La chiesa è ricordata per la prima volta in un documento datato 11 febbraio 1078 quando Matilde di Canossa confermò alla diocesi di Volterra il possesso di questa pieve. Nel XII secolo anche papa Alessandro III la confermò al vescovo volterrano. Nella prima metà del XIII secolo la pieve ebbe tra i suoi rettori uomini che andarono a ricoprire importanti incarichi come ad esempio il pievano Giovanni che fu nominato arbitro e delegato papale in una contesa tra enti religiosi della zona; nel 1254 prete Bainerio venne nominato pievano di Pernina.
A cavallo tra il XIII e il XIV secolo la pieve aveva una sola chiesa suffraganea e anche in seguito le rendite economiche erano esigue tanto che nel 1356 tutto il plebato fruttava solo 57 lire di reddito; per questi motivi molto spesso i pievani preferivano risiedere nella città di Siena e lasciavano ad officiare l'edificio dei semplici sacerdoti. Nonostante le scarse rendite finanziarie la chiesa fu sempre ben tenuta e decorata con affreschi. In occasione della visita apostolica dell'8 gennaio 1437 il visitatore apostolico annotò plebes et eius domus peroptime se habent (chiesa e residenza sono mantenute in modo eccellente)
In una successiva vista apostolica datata 10 dicembre 1507 risulta che la pieve era dotata di tre altari e di due compagnie, alle quali aderiva gran parte della popolazione; in seguito divenne di patronato regio e nel XVIII secolo venne trasformata secondo il gusto barocco dell'epoca.
Tra il 1954 e il 1955 l'edificio venne integralmente restaurato e vennero rimosse tutte le superfetazioni settecentesche. Alla fine del XX secolo un ulteriore restauro ha portato al ripristino del livello originario del pavimento e della spazialità delle campate iniziali dell'edificio.

## Descrizione

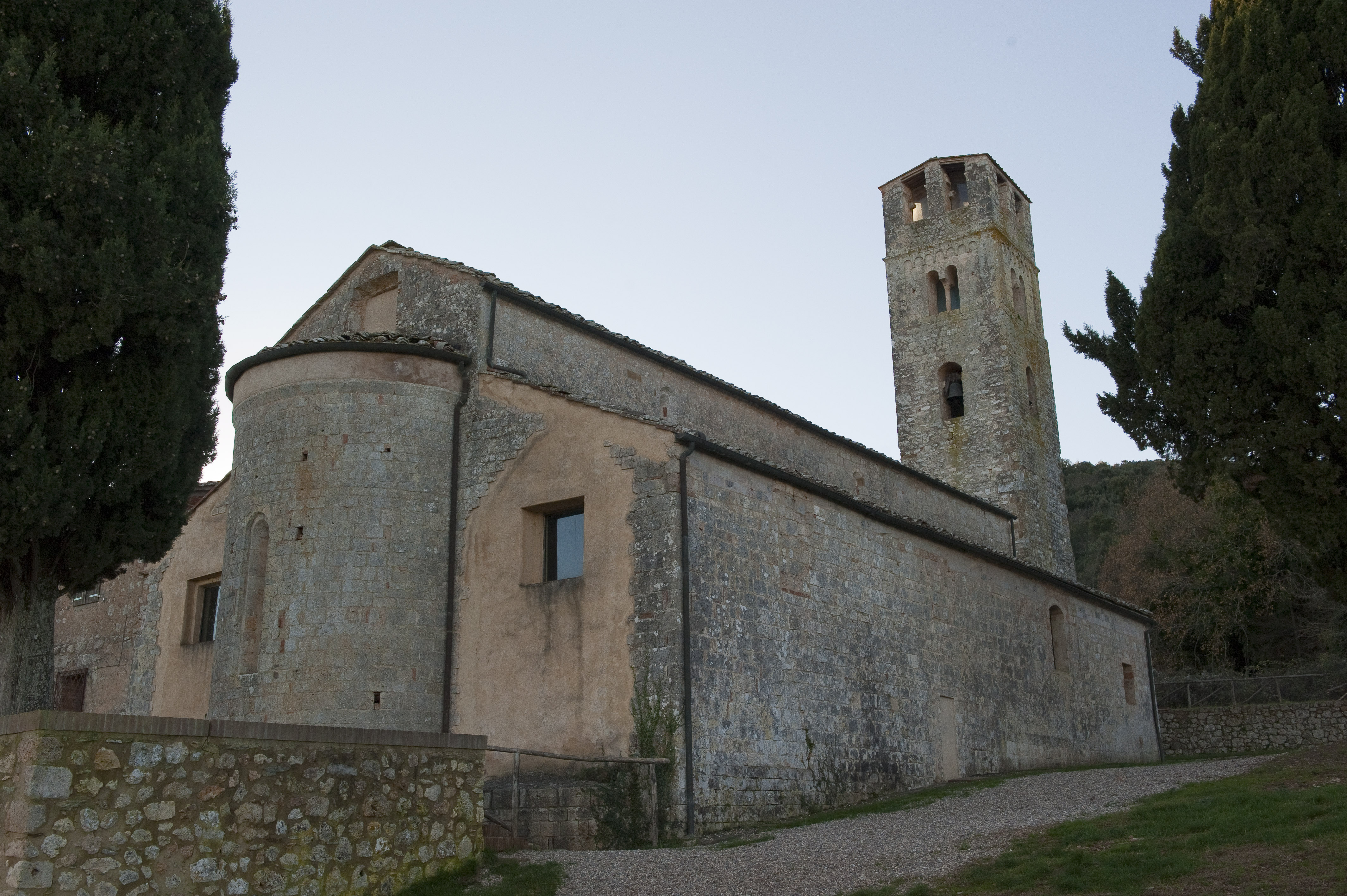
Abside

La chiesa consiste in una basilica a tre navate absidata con copertura lignea alla quale sono affiancati gli edifici della canonica. Tutta la struttura è stata realizzata con l'uso di conci di calcare cavernoso di color avorio, disposti a corsi orizzontali e paralleli. L'edificio della chiesa, per le attinenze stilistiche con la abbazia a Isola, dovrebbe risalire alla seconda metà del XII secolo mentre la torre campanaria è frutto di due distinte fasi costruttive; la parte basamentale risale alla prima metà del XII secolo mentre la parte superiore risale alla fine dello stesso secolo.

### Esterno
La facciata a salienti è aperta da un semplice portale architravato con lunetta monolitica e arco a tutto sesto; al di sopra di esso si vedono le tracce di una finestra quadrata oggi tamponata. Tra l'ex-finestra e il culmine della facciata si trova una feritoia a croce greca. Il coronamento della facciata è stato ottenuto con una cornice a guscio.
Nelle fiancate si aprono delle ampie finestre rettangolari realizzate nel XVII secolo e sopra le navate laterali si trovano delle strette monofore, in parte coperte dal tetto a causa di un errore costruttivo probabilmente originario.
La tribuna originariamente era scandita dai volumi delle tre absidi, ma oggi sopravvive solo quella centrale. Il catino absidale è aperto da una stretta monofora a doppio strombo centinato. Sia sopra che ai lati del catino absidale si trovano tre finestre rettangolari di epoca moderna.

#### Campanile
Davanti alla chiesa si erge una torre campanaria (alta 22 metri) a base quadrangolare, la cui parte terminale mostra un paramento murario diverso da quello sottostante. Si accede alla torre da un portale architravato privo della lunetta; l'ordine dei piani è scandito da strette feritoie e da finestra quadrate di piccole dimensioni fino al quarto piano, che invece è aperto da ampie monofore centinate. La parte superiore della torre presenta una muratura pseudoisodoma e mostra un paramento murario in conci di calcare cavernoso. Il penultimo piano è inquadrato da larghe lesene che sostengono degli archetti pensili monolitici. Nelle specchiature un tempo si aprivano ampie bifore.

### Interno

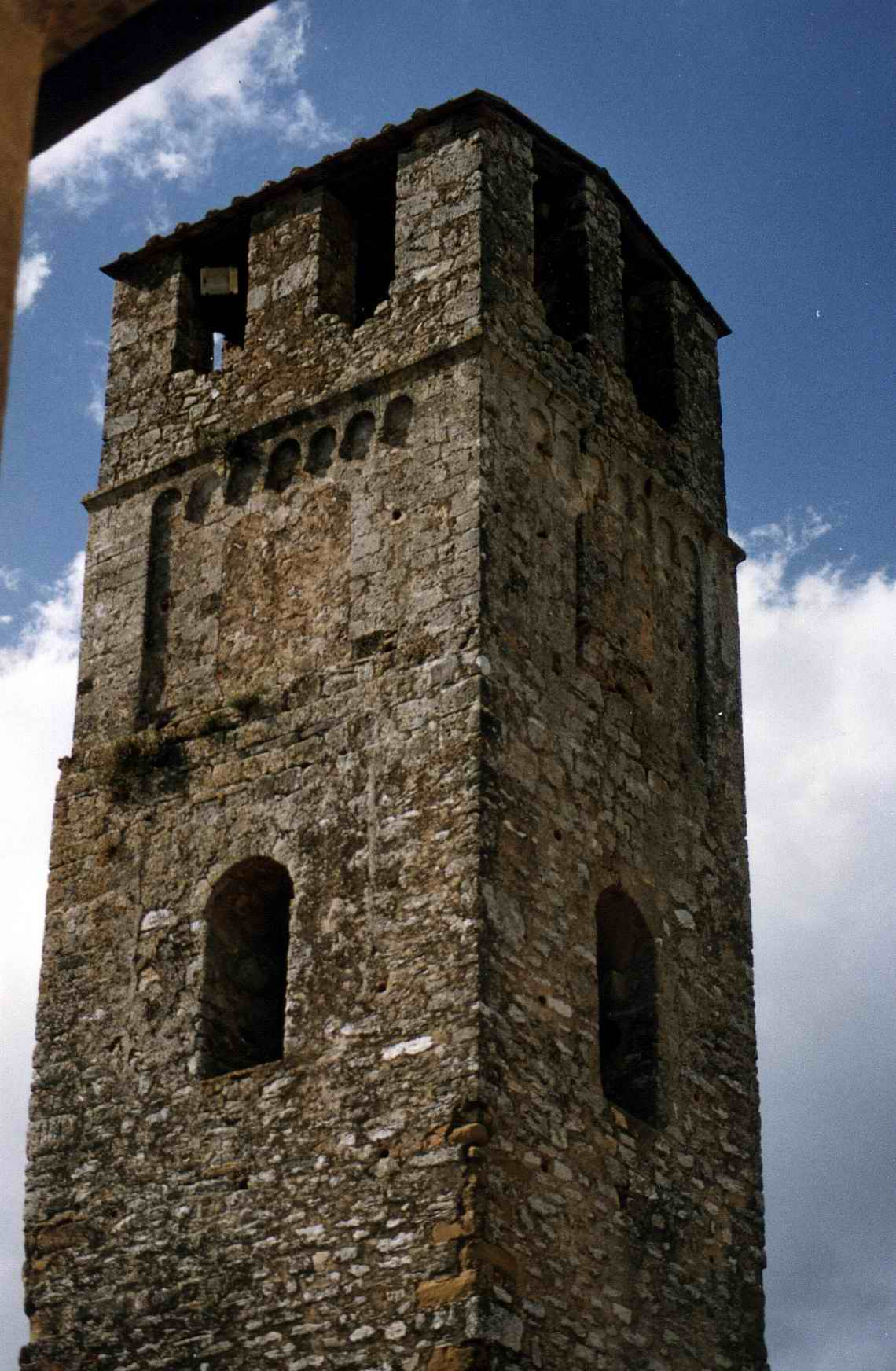
Il campanile

Lo spazio interno è suddiviso in tre navate di quattro campate ciascuna; le campate occidentali sono più corte delle orientali. Ogni arcata poggia su pilastri polilobati così composti: quelli tra la prima e la seconda campata presentano quattro semicolonne mentre gli altri presentano due semicolonne.I capitelli della prima campata sono decorati con motivi geometrici quali vortici e nastri, mentre i capitelli degli altri valichi sono decorati con motivi ungulati o con abbozzi di capitello ionico. Ogni capitello è coronato da pulvini sporgenti molto simili a quelli della Pieve a Scola.
La base di ogni semicolonna presentano una decorazione di tre anelli raccordati verticalmente secondo un modello riscontrabile nella abbazia a Isola ma anche nella pieve di Ponte allo Spino.
L'interno di epoca romanica doveva essere molto buio; fu decorato con affreschi nel XIV secolo e nel XVII secolo fu trasformato in stile barocco mediante la costruzione di false volte e con l'intonacatura delle pareti con calce colorata.
Da questa pieve proviene una tavola con la Madonna col Bambino di Luca di Tommè, oggi esposta al museo civico e d'arte sacra di Colle di Val d'Elsa.

## Bibliografia

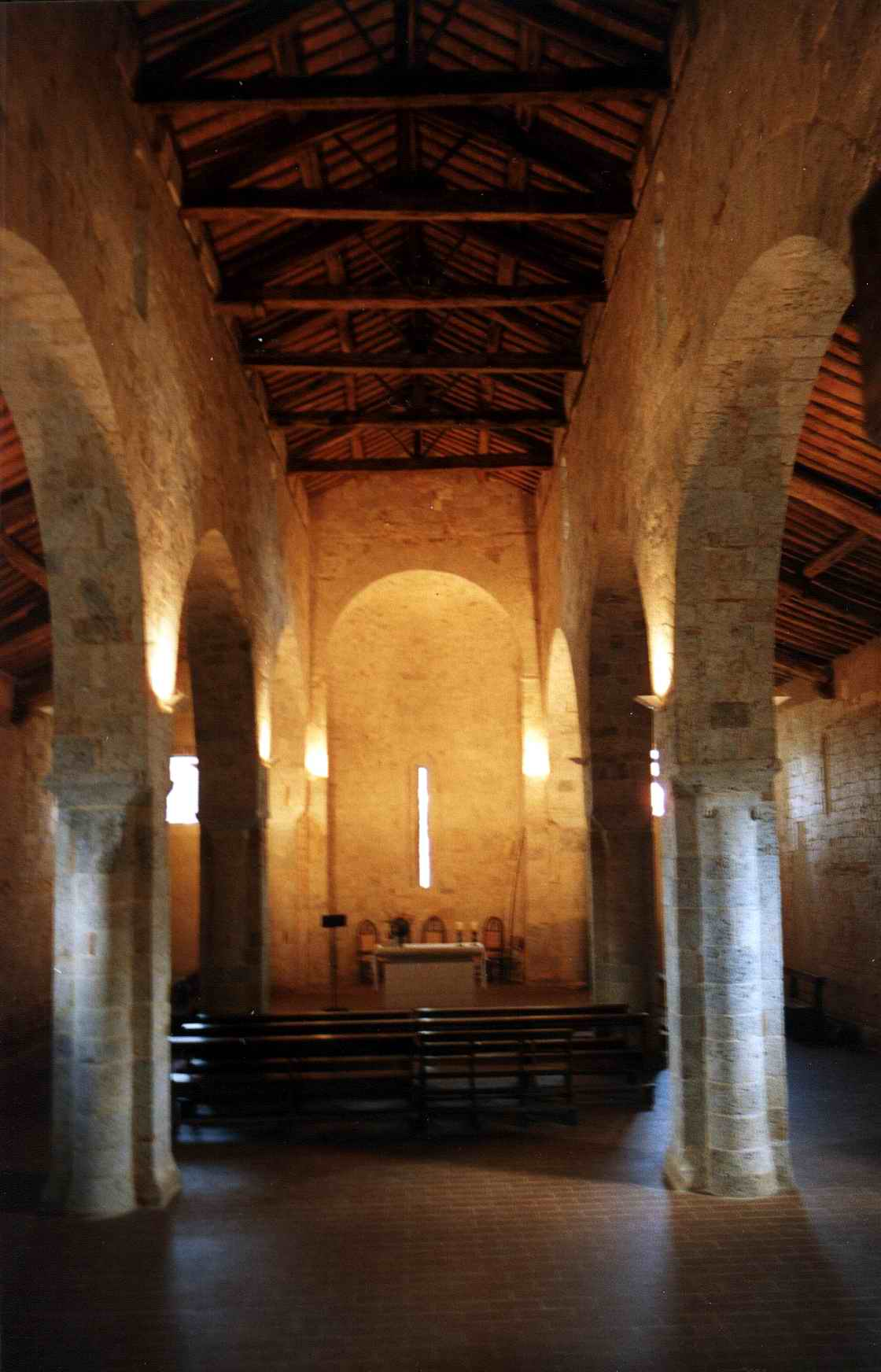
Interno della chiesa

## Piviere di Pernina
- chiesa di Santa Maria a Cetina